# Kolekcja samochodów sułtana Brunei

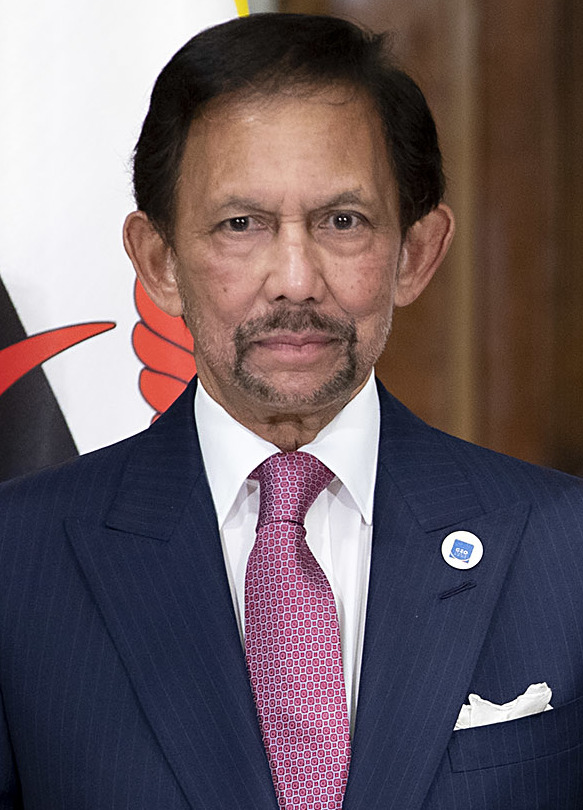
29. sułtan Brunei Hassanal Bolkiah

Kolekcja samochodów sułtana Brunei – największa na świecie prywatna kolekcja samochodów, z szacunkową wielkością ok. 7 tysięcy pojazdów i łączną wartością ok. 5 miliardów dolarów. Znana z wielu unikatowych modeli, które europejscy producenci w latach 90. XX wieku budowali na specjalne zamówienie 29. sułtana Brunei Hassanal Bolkiah lub jego brata Jefriego, na czele z takimi firmami jak Aston Martin, Bentley, Ferrari czy Rolls-Royce.
Dynamiczna rozbudowa kolekcji została zaniechana po azjatyckim kryzysie finansowym z 1997 roku i kłopotach finansowych brata sułtana, Jefriego Bolkiah. W kolejnych latach wybrane modele zostały sprzedane, trafiły w użytkowanie innych członków rodziny królewskiej Brunei lub pozostały w zaniedbanych magazynach kolekcji, sukcesywnie niszczejąc z powodu braku konserwacji i niesprzyjających warunków klimatycznych. W 2001 udokumentowano jedno z wnętrz Bentleyów pokryte pleśnią.

## Historia

### Rozwój kolekcji
29. sułtan księstwa Brunei Hassanal Bolkiah zyskał medialną rozpoznawalność w drugiej połowie XX wieku, jako jedna z najzamożniejszych głów państw na świecie. Pod koniec lat 80. XX wieku zaczął on inwestować swój majątek w unikatowe samochody głównie europejskich producentów modeli luksusowych i sportowych, z ważną rolą jego młodszego brata Jefriego. W ciągu kolejnej dekady w 5 hangarach zgromadzono ok. 7 tysięcy samochodów. Część z nich było konstrukcjami produkowanymi seryjnie i dostępnymi w regularnej sprzedaży, z kolei istotną część w samochodowych zbiorach odegrały modele opracowane na specjalne zamówienie sułtana Brunei. Budowę takich modeli podjął się nie tylko Aston Martin, ale i Ferrari oraz sojusz Bentley-Rolls-Royce stanowiący w latach 90. własność koncernu Vickers. Dla tych dwóch ostatnich firm, które pod koniec XX wieku znalazły się w kłopotach finansowych, miliardowe nakłady sułtana Brunei na unikatowe samochody uratowały brytyjskich producentów samochodów luksusowych od widma bankructwa i stanowiły impuls do dalszego rozwoju.
W kolekcji znalazło się co najmniej ok. 600 modeli Rolls-Royce’a, ponad 500 Mercedesów, 450 Ferrari czy 363 Bentleye. W składzie zbiorów odnotowano także duży udział modeli Jaguara, BMW i Land Rovera.

### Schyłek i dalsze losy
Dynamiczny rozwój kolekcji samochodów rodziny królewskeij z Brunei zaniechał wybuch azjatyckiego kryzysu finansowego, po którym przestały do niej trafiać m.in. unikatowe samochody budowane na specjalne zamówienie. W 1998 roku książę Jefri Bolkiah stał się też obiektem zarzutów o defraudację i niegospodarność, co doprowadziło do konfliktu z rodziną. Odpływ środków na rozwój kolekcji zmusił sułtana do zwolnienia kadry wyspecjalizowanych mechaników, a samochody w hangarach nie były już na masową skalę konserwowane. Brak klimatyzacji doprowadził do zniszczenia elementów mechanicznych i wykończeniowych wielu egzemplarzy. Wybrane samochody sprzedano, trafiając na rynek wtórny np. w Wielkiej Brytanii jak BMW serii 8.
Istnienie wielu samochodów z kolekcji pozostawało sekretne zarówno w okresie ich opracowywania, jak i dostarczania transportem lotniczym do Brunei gotowych egzemplarzy. Do udokumentowania wybranych pojazdów doszło niekiedy po latach, jak w 1998 roku z SUV-em Bentley Dominator. Samochody z limitowanej serii sfotografowano przypadkiem w czasie załadunku do samalotu na lotnisku Heathrow przez dziennikarza brytyjskiego magazynu Autocar. W 2001 roku z kolei powstała rozbudowana dokumentacja kolekcji bezpośrednio w magazynie w Brunei, ukazując jej różnorodność i kondycję wybranych samochodów. O powstaniu unikatowego Ferrari Testarossa F90 Speciale włoska firma bezpośrednio nie informowała przez 18 lat od ukończenia projektu, potwierdzając to dopiero w 2005 roku.
W drugiej dekadzie XXI wieku do informacji publicznej nie docierały nowe informacje na temat ogólnego statusu kolekcji sułtana. Jednakże, w mediach pojawiają się sporadycznie publikacje o transporcie wybranych samochodów monarchy do Wielkiej Brytanii w celach serwisowych. W kwietniu 2022 na lotnisku Heathrow sfotografowano McLarena F1 GTR, którego wcześniej publicznie widziano ostatni raz 10 lat wcześniej.
W listopadzie 2023 brytyjski dom aukcyjny Iconic Auctioneers wystawił na sprzedaż unikatową limuzynę, Range Rovera Vogue LSE, który oryginalnie w 1994 roku został zbudowany dla brata Sułtana Brunei, Jefriego. Już 6 lat później samochód został sprzedany i przetransportowany do Szkocji, gdzie m.in. posłużył Mike’owi Tysonowi podczas jego walki z Lou Savarese na stadionie Hampden Park w Glasgow. W 2008 roku samochód kupił duński kolekcjoner, by w kolejnej dekadzie ponownie trafić do Wielkiej Brytanii i doczekać się aukcji w 2023 roku. Podczas 29 lat użytkowania przez różnych właścicieli, samochód przejechał 27 320 kilometrów.

## Przykładowe modele

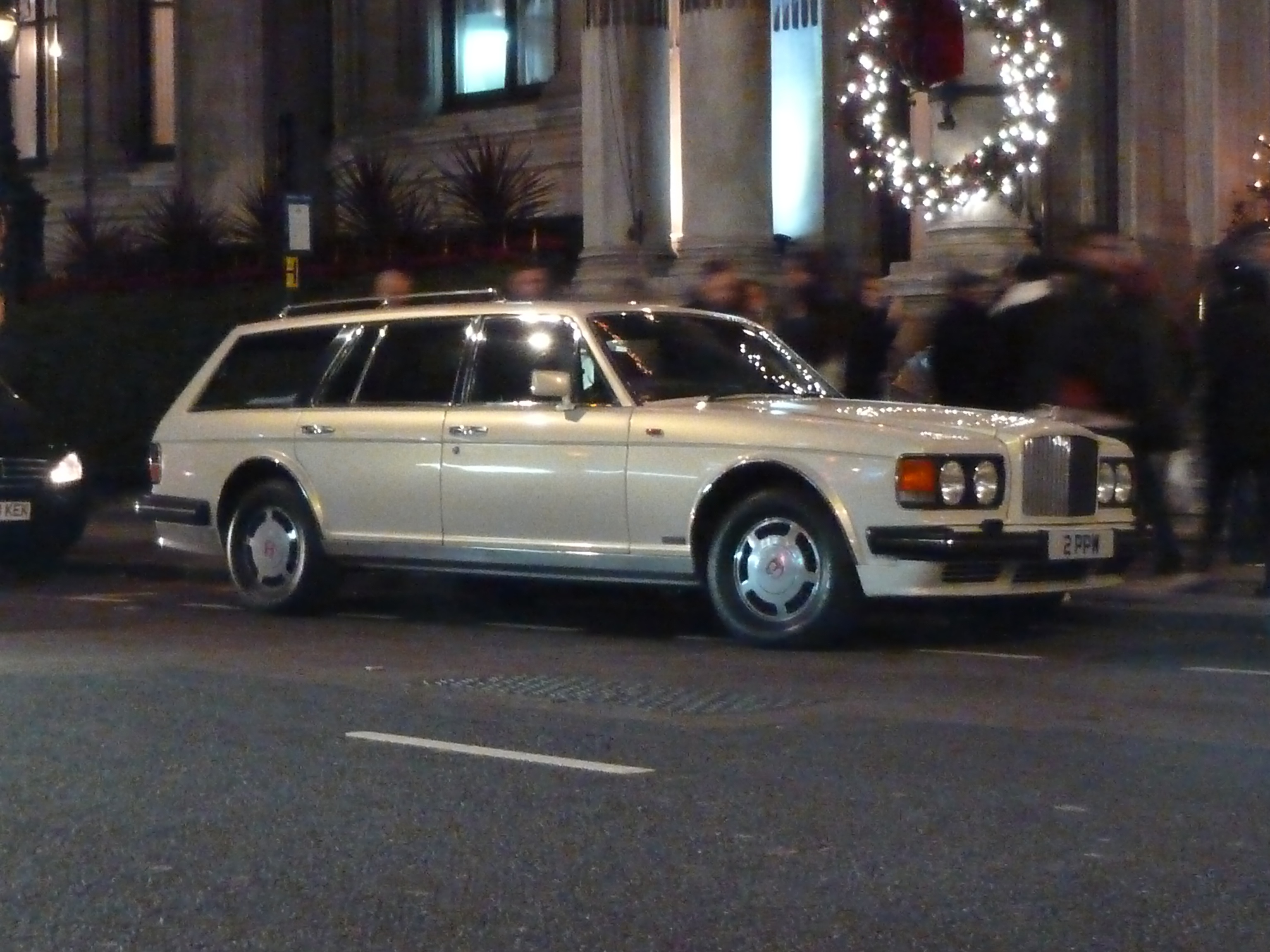
Bentley Val d'Isere

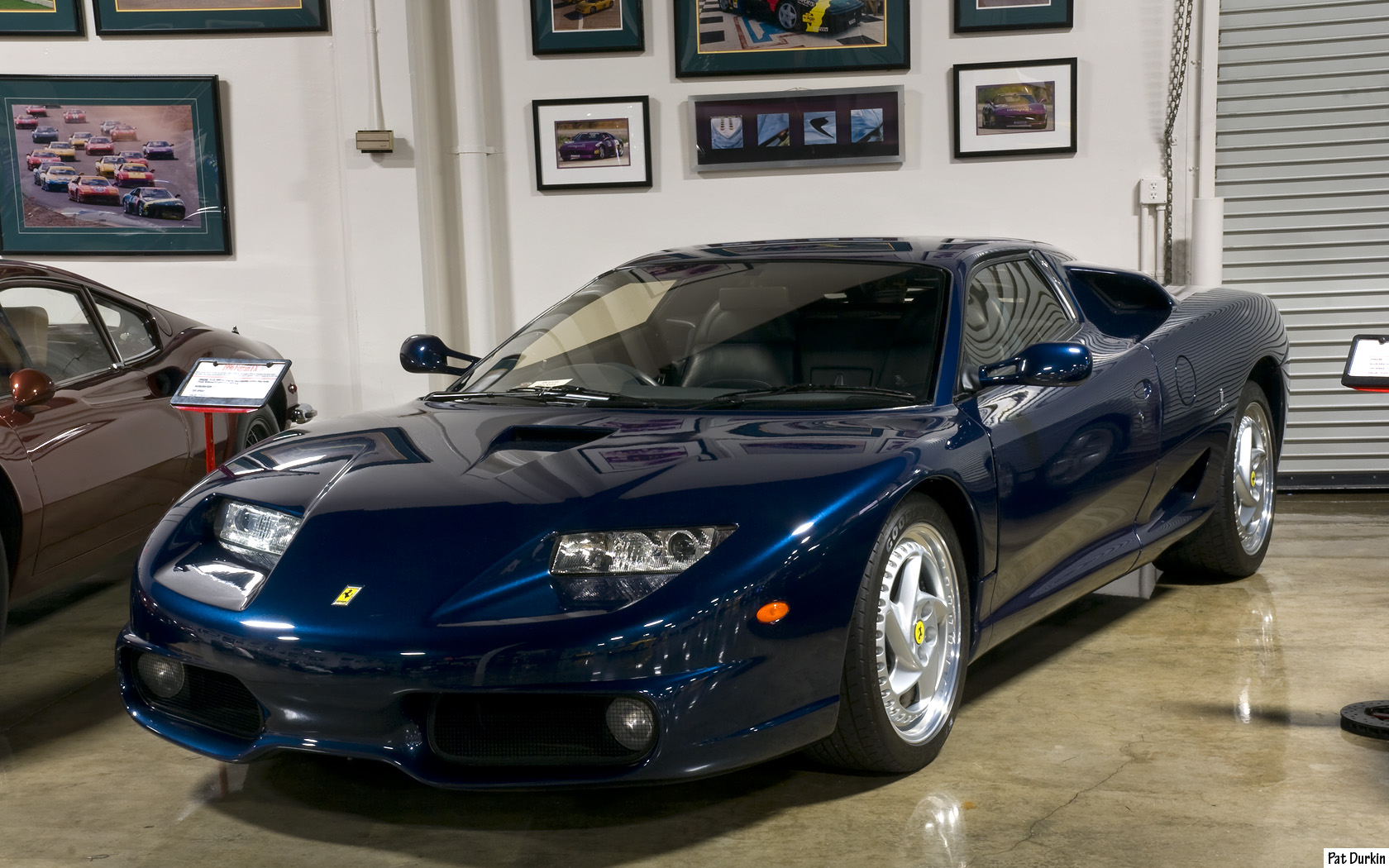
Ferrari FX

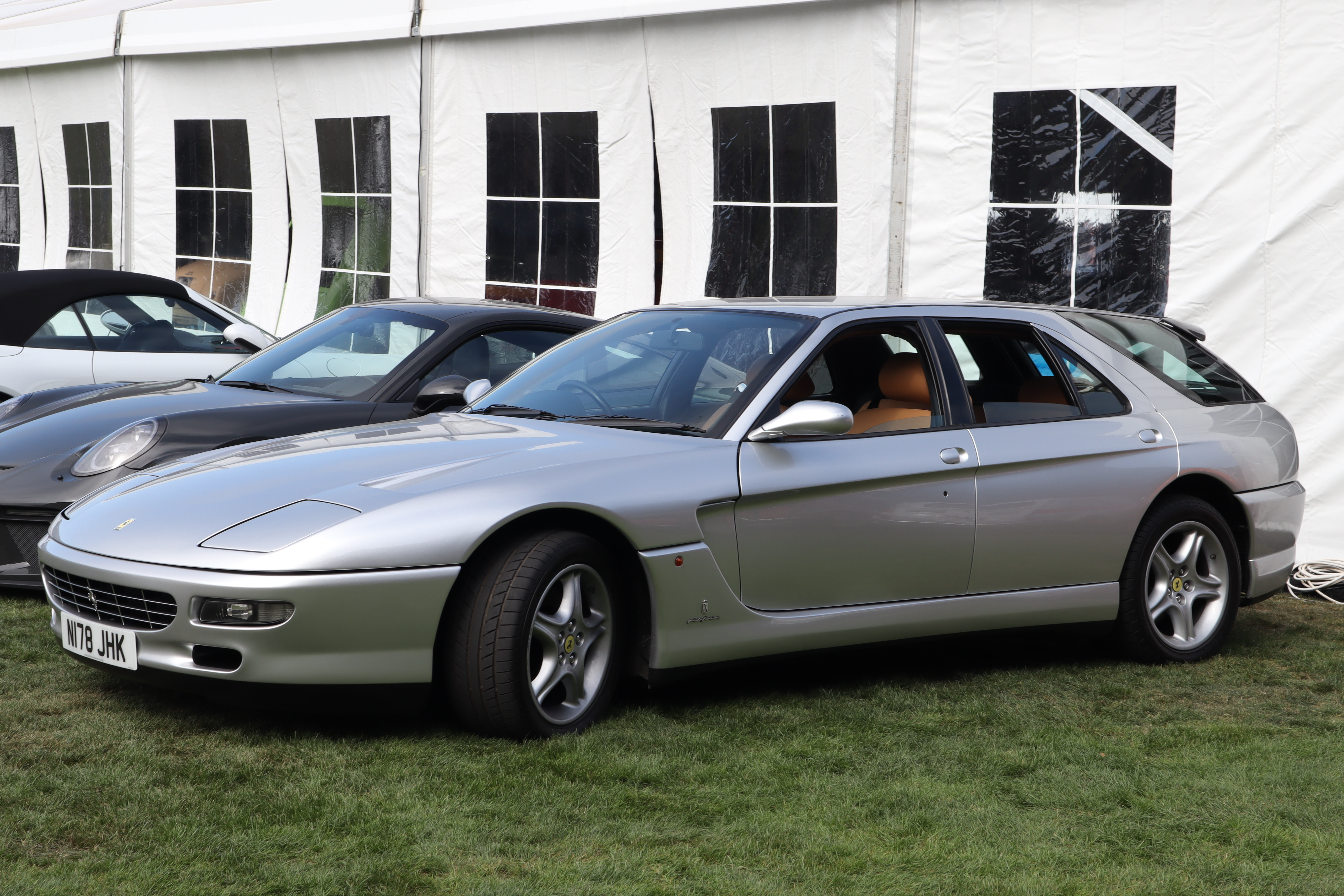
Ferrari 456 GT Venice

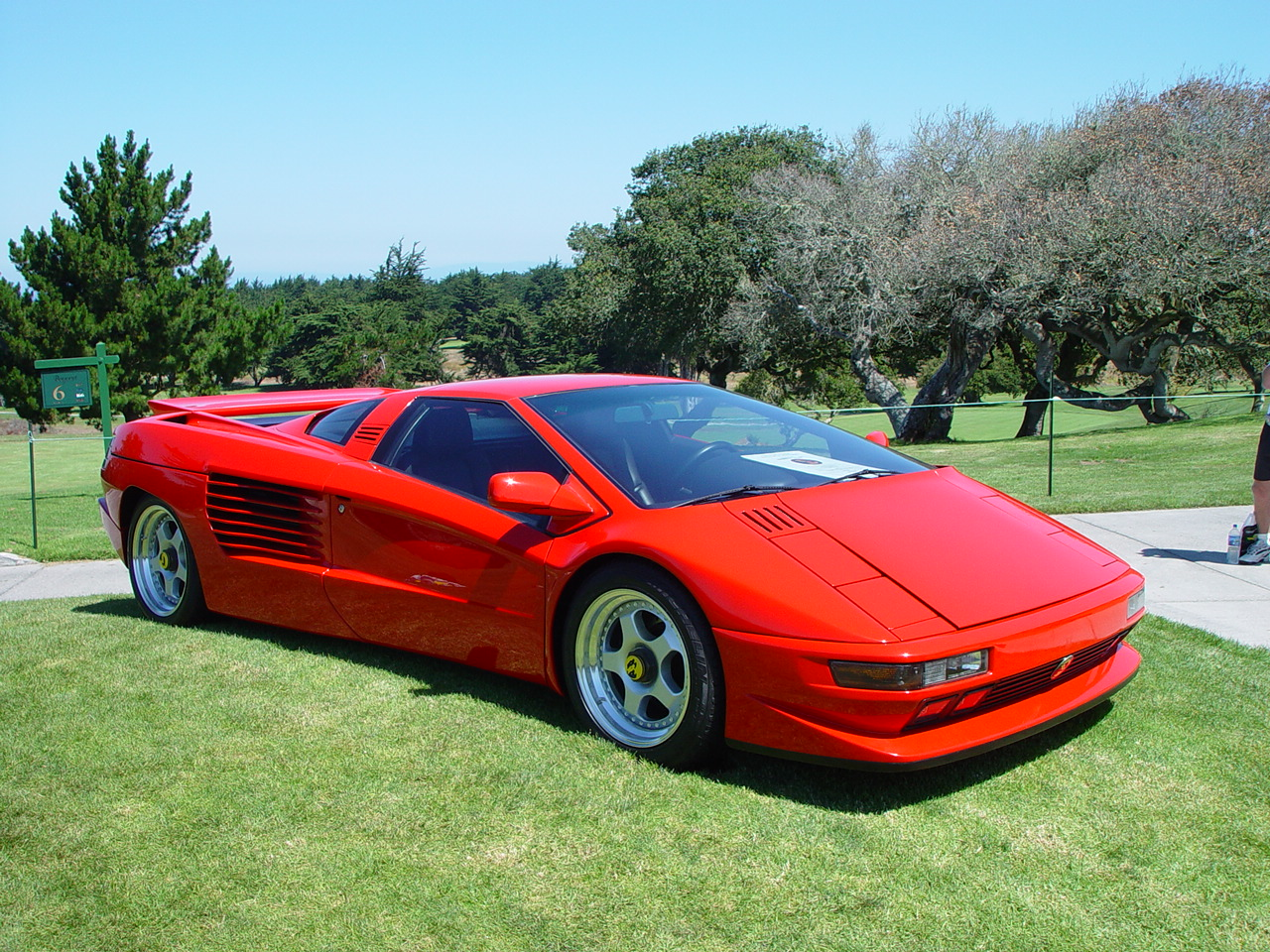
Cizeta V16T

### Na wyłączne zamówienie
- 1988 Ferrari Testarossa F90 Speciale
- 1989 Bentley Val d'Isere
- 1989 Ferrari Mythos
- 1991 BMW Nazca M12
- 1993 Aston Martin Lagonda Vignale
- 1993 Bentley Sports Estate
- 1993 Bentley Continental R Convertible
- 1994 Bentley Continental R Supershort
- 1994 Bentley Camelot
- 1994 Bentley Grand Prix
- 1994 Bentley Silverstone
- 1994 Bentley B3
- 1995 Bentley Continental R Sedan
- 1995 Bentley Continental R Limousine
- 1995 Bentley Monte Carlo
- 1995 Bentley Imperial
- 1994 Bentley Java
- 1994 Bentley B2
- 1994 Dauer 962
- 1995 Ferrari FX
- 1994 Range Rover LSE Limousine
- 1995 Bentley Phoenix
- 1995 Bentley Spectre
- 1995 Mercedes Benz S73 T AMG Wagon
- 1995 Rolls-Royce Phantom Majestic
- 1995 Rolls-Royce Phantom Royale
- 1995 Jaguar XJ220 Pininfarina
- 1995 Rolls-Royce Silver Cloud Limousine
- 1996 Bentley Buccaneer
- 1996 Bentley Pegasus
- 1996 Bentley Rapier
- 1996 Bentley Dominator
- 1996 Bentley Highlander
- 1996 Brabus W210 EV12
- 1996 Ferrari 456 GT Venice
- 1996 Ferrari 456 GT Saloon
- 1996 Ferrari 456 GT Spyder
- 1996 Ferrari F50 Bolide
- 1997 Rolls-Royce Statesman
- 1997 Aston Martin AM3
- 1997 Aston Martin AM4
- 1997 Aston Martin V8 Vantage Special Series I
- 1998 Aston Martin V8 Vantage Special Series II

### Rzadkie i limitowane
- 1985 Ferrari 288 GTO
- 1991 Jaguar XJR-15
- 1992 Ferrari F40
- 1994 Cizeta Moroder V-16
- 1995 Sbarro Alcador
- 1996 Ferrari F50
- 1997 McLaren F1 LM
- 1997 McLaren F1 GTR
- 1997 McLaren F1 GT
- 1998 Mercedes-Benz CLK GTR
- 2005 Leblanc Mirabeau